# Cidades metropolitanas da Itália

Cidades metropolitanas da Itália.

As cidades metropolitanas da Itália (em italiano: città metropolitane d'Italia) são divisões administrativas da Itália, operatório desde 2015. A cidade metropolitana, conforme definido por lei, inclui um núcleo grande cidade e as menores cidades vizinhas que estão intimamente relacionados com ele, com relação a atividades econômicas e serviços públicos essenciais, bem como para as relações culturais e características territoriais.
A lei original de 1990 individuou como cidades metropolitanas a comunidade de Turim, Milão, Veneza, Gênova, Bolonha, Florença, Roma, Bari, Nápoles e seus respectivos territórios, reservando às regiões autônomas o direito de individuar áreas metropolitanas em seu território. Em 2009, as alterações adicionaram Reggio Calabria à lista. As áreas metropolitanas individualizadas pelas regiões autônomas foram: Cagliari na Sardenha ; Catânia, Messina e Palermo, na Sicília .
Em 3 de abril de 2014, o Parlamento italiano aprovou uma lei que estabeleceu 10 cidades metropolitanas na Itália excluindo as regiões autônomas. Mais quatro foram adicionados mais tarde. As novas cidades metropolitanas estão em operação desde 1 de janeiro de 2015.

## Organização
Uma cidade metropolitana é composta de comunas ou munícipios ( comuni ) da mesma província. Cada cidade metropolitana é chefiada por um prefeito metropolitano ( sindaco metropolitano ), assistido por um órgão legislativo, pelo conselho metropolitano ( consiglio metropolitano ) e por uma assembleia não legislativa, a conferência metropolitana ( conferenza metropolitana ). O prefeito metropolitano é o prefeito do município da capital da província. Prefeitos e vereadores de cada município da cidade metropolitana são candidatos elegíveis ao conselho metropolitano e são eleitos dentre eles usando listas concorrentes. O número de conselheiros concedidos a uma cidade metropolitana depende da sua população: cidades metropolitanas com uma população de 3 milhões ou mais têm 24 conselheiros; cidades metropolitanas com uma população de 800 000 habitantes, mas menor ou igual a 3 milhões, têm 18 conselheiros; todas as outras cidades metropolitanas têm 14 conselheiros. A conferência metropolitana é composta por prefeitos das comunas.
As principais funções atribuídas às novas cidades metropolitanas são:
- planeamento local e zoneamento;
- prestação de serviços policiais locais;
- regulamentação dos serviços de transporte e cidade.

## Cidades metropolitanas
| cidade metropolitana | Área (km²) | População | Densidade populacional (/ km²) | Encontro               | prefeito                         |
| -------------------- | ---------- | --------- | ------------------------------ | ---------------------- | -------------------------------- |
| Roma                 | 5.352      | 4.336.915 | 810                            | 3 de abril de 2014     | Virginia Raggi ( M5S )           |
| Milão Milano         | 1.575      | 3.190.340 | 2.026                          | 3 de abril de 2014     | Giuseppe Sala ( DP )             |
| Nápoles Napoli       | 1.171      | 3.128.702 | 2.672                          | 3 de abril de 2014     | Luigi De Magistris ( DemA )      |
| Turim Torino         | 6.829      | 2.293.340 | 336                            | 3 de abril de 2014     | Chiara Appendino ( M5S )         |
| Palermo              | 5.009      | 1.276.525 | 255                            | 4 de agosto de 2015    | Leoluca Orlando ( Independente ) |
| Bari                 | 3.821      | 1.251.004 | 327                            | 3 de abril de 2014     | Antonio Decaro ( DP )            |
| Catânia Catania      | 3.574      | 1.116.168 | 312                            | 4 de agosto de 2015    | Salvo Pogliese ( FI )            |
| Florença Firenze     | 3.514      | 1.007.435 | 287                            | 3 de abril de 2014     | Dario Nardella ( PD )            |
| Bolonha Bologna      | 3.702      | 1.005.831 | 271                            | 3 de abril de 2014     | Virginio Merola ( PD )           |
| Génova Genova        | 1.839      | 864.008   | 470                            | 3 de abril de 2014     | Marco Bucci ( FI )               |
| Veneza Venezia       | 2.462      | 858.455   | 349                            | 3 de abril de 2014     | Luigi Brugnaro ( Independente )  |
| Messina              | 3.266      | 647.477   | 198                            | 4 de agosto de 2015    | Cateno De Luca ( UdC )           |
| Reggio Calabria      | 3.183      | 558.959   | 176                            | 3 de abril de 2014     | Giuseppe Falcomatà ( PD )        |
| Cagliari             | 1.248      | 431.302   | 346                            | 4 de fevereiro de 2016 | Massimo Zedda ( Independente )   |